# Philip Hensher
Philip Michael Hensher FRSL (20 de febrero de 1965) es un novelista, crítico y periodista inglés.

## Biografía
Hensher Nació en el sur de Londres, pero creció en Sheffield, asistiendo a la Escuela Tapton. Más tarde estudió en Oxford y Cambridge, donde obtuvo un PhD por su tesis sobre la pintura del siglo XVIII y la sátira.  Temprano en su carrera trabajó como empleado en la Cámara de los comunes del Reino Unido, de la qué fue despedido por tener una entrevista con una revista gay. Ha publicado varias novelas, y es un colaborador regular, columnista y crítico literario para diarios y semanales como El Guardián, El Espectador, El Correo el domingo y El Independiente.
El Dormitorio de la esposa del caballero (1999) junta 14 de sus historias, incluyendo "Lenguas Muertas", el cual A. S. Byatt Seleccionó para su Oxford Libro de Cuentos ingleses (1998), haciendo de Hensher el autor más joven incluido en la antología.
Es Profesor de Escritura Creativa en la Universidad de Bath. De 2005 a 2012 enseñó escritura creativa en la Universidad de Exeter.  Ha editado ediciones nuevas de clásicos de la literatura inglesa, incluyendo novelas de Charles Dickens y Nancy Mitford. Hensher También ha servido como juez para el Booker Premio.
Desde 2000 Philip Hensher ha sido listado como uno de los 100 más influyentes LGBT en Gran Bretaña, y en 2003 fue seleccionado entre los Novelistas británicos Jóvenes.
En 2008 su novela autobiográfica La Clemencia Del norte fue seleccionada para el Booker Premio. En 2012 ganó el primer premio en el Premio de Escritores de Viaje alemán. También ganó el Stonewall Premio a Periodista del Año en 2007 y el Somerset Maugham Premio por su Kitchen Venom en 1996. En 2013 sus Escenas noveles de Vida Temprana era seleccionado para el Premio de Clavel Verde, y ganó el Ondaatje Premio. Está basado en la niñez de su marido.
Hensher Está casado con Zaved Mahmood, un abogado de derechos humanos en las Naciones Unidas.

## Obras
- Other Lulus (1994)
- Kitchen Venom (1996)
- Pleasured (1998)
- El imperio de las zarzas (2002)
- La Clemencia Del norte (2008) Harper Collins/4.ª Propiedad.Shortlisted Para Booker Premio.
- Rey de los Tejones (31 Marcha 2011) 4.ª Propiedad ISBN 978-0-00-730133-1
- Escenas de Vida Temprana (12 de abril de 2012) 4.ª Propiedad ISBN 978-0007433704. Ganador de la Sociedad Real de Literatura Ondaatje Premio (2013)
- El Vals de Emperador (3 de julio de 2014) 4.ª Propiedad[5]

Belles lettres:
- La Tinta Desaparecida: El Arte Perdido de la escritura (2012)
- (Editado) El Penguin Book del Cuento británico (2015)